# Фізична географія України

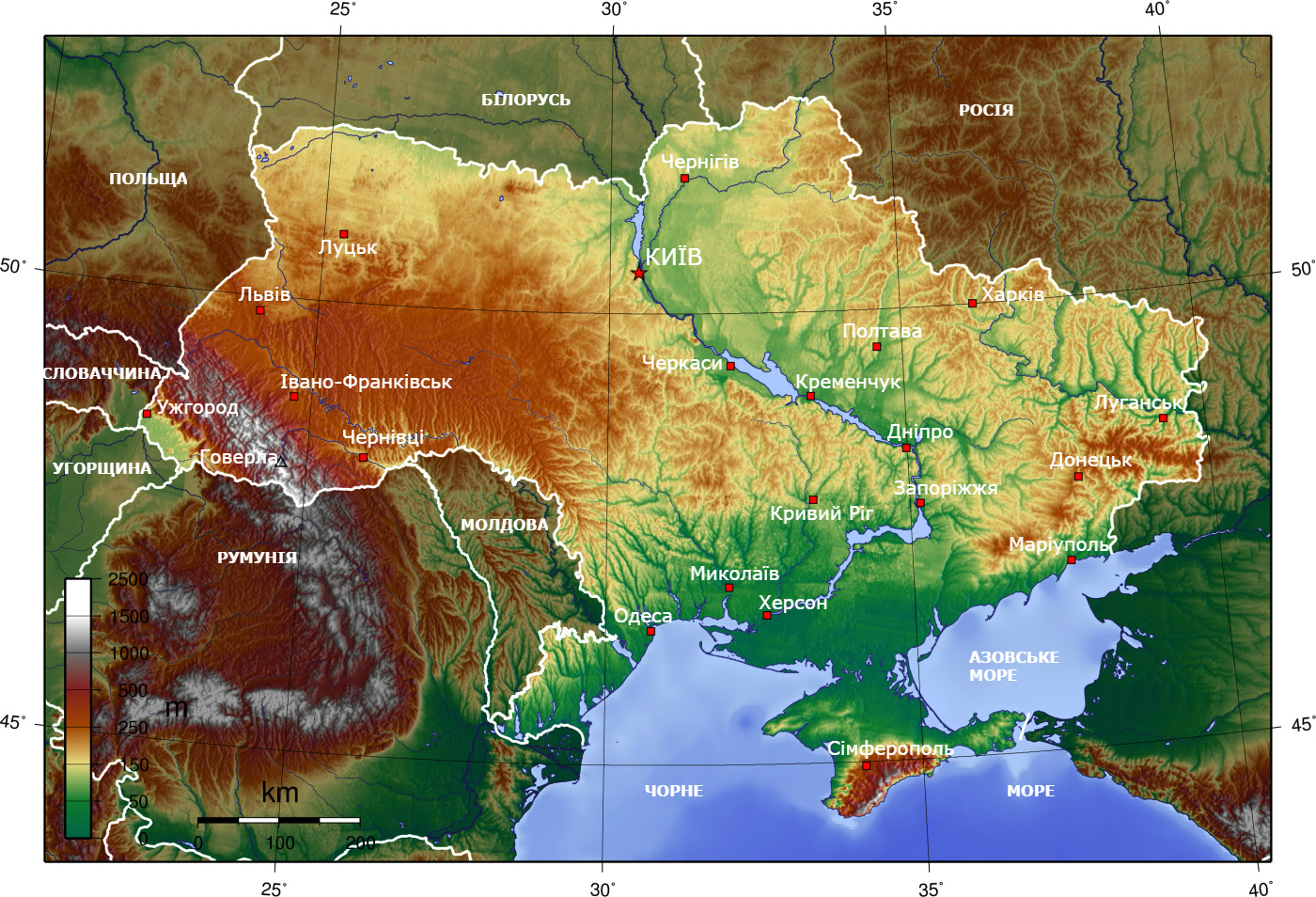
Рельєф України

## Загальний огляд
Рельє́ф Украї́ни — досить різноманітний. На рівнинній території України, що є частиною великої Східноєвропейської рівнини, чергуються низовини і височини. На її заході підносяться гірські пасма Українських Карпат, на крайньому півдні височать пасма Кримських гір.
Поверхня території України формувалася протягом багатьох геологічних епох. На її розвиток вплинули новітні (сучасні) тектонічні рухи, давні зледеніння і відкладання лесів (жовтувата пориста порода, що утворилась в льодовиковий період), коливання рівня моря, ерозійна робота річок і вітру, господарська діяльність людини.
70 % сучасної поверхні України займають низовини, 25 % — це височини і тільки 5 % — гори.
Низовини, височини і гори неоднакові за висотою і формами рельєфу.
Піднятість рівнинної частини території України над рівнем моря становить у середньому 175 м. На Азово-Чорноморському узбережжі абсолютні висоти коливаються в межах 10—15 м, на височинах — 300—400 м. Гірські хребти досягають 1700—2000 м, і найвищою точкою всієї України є гора Говерла (2061 м) в Українських Карпатах.

## Тектонічна і геологічна будова
Низовини, височини і гори України приурочені до різних тектонічних структур, що впливали на розвиток сучасного рельєфу, поверхню окремих частин території.
Територія України має складну тектонічну будову, яка сформувалася протягом тривалої геологічної історії. Більша частина території України належить до Східноєвропейської платформи, яка має давній кристалічний фундамент. Крім неї, тут є Західноєвропейська і Скіфська платформи, складчасті структури Середземноморського рухливого поясу.

### Східноєвропейська платформа
У межах Східноєвропейської платформи виділяють такі тектонічні структури: Український щит, Волино-Подільську плиту, Галицько-Волинську і Дніпровсько-Донецьку западини, Донецьку складчасту область, Воронезький кристалічний масив, Причорноморську западину.

### Український щит
Український щит є піднятою ділянкою платформи. Кристалічні породи, що його складають, можна побачити в долинах річок, де вони часто виходять на поверхню. У сучасному рельєфі Український щит представлений Придніпровською та Приазовською височинами. Щит складений найдавнішими гірськими породами. Їхній вік становить 3,5—4 млрд років. Це граніти, гнейси, кварцити, пісковики та ін. Докембрійська поверхня щита є нерівною, її перекриває потужна товща палеозойських, мезозойських і кайнозойських осадових гірських порід. Український щит розбитий густою мережею глибинних розломів на окремі, зміщені один відносно одного, блоки. З розломами пов'язана більшість річкових долин. Такими ж розломами щит відокремлюється від Дніпровсько-донецької западини, Причорноморської западини та Волино-Подільської плити. У місцях, де осадових порід мало, кристалічні породи виходять на поверхню.

### Волино-Подільська плита
На захід від Українського щита розташована Волино-Подільська плита. В її межах докембрійський фундамент залягає на глибинах 2000—2500 м. На північ від неї розташована Галицька-Волинська западина, де докембрійський фундамент опущений на глибину 3000—7000 м. На його поверхні залягають потужні товщі палеозойських, мезозойських та кайнозойських відкладів.

### Дніпровсько-Донецька западина
На схід від Українського щита розташована Дніпровсько-Донецька западина. У рельєфі на поверхні їй відповідає Придніпровська низовина. Дніпровсько-Донецька западина розташована під осадовими породами на глибині до 12 км, що є однією з найбільших западин Східноєвропейської платформи. Вона виповнена осадовими відкладами палеозойського, мезозойського і кайнозойського періодів. З породами девонського і кам'яновугільного періодів пов'язані родовища нафти і газу, а також солі, що поховані під іншими осадовими породами.

### Донецька складчаста область
На південний схід від Дніпровсько-Донецької западини розташована Донецька складчаста область, виражена в сучасному рельєфі Донецькою височиною — кряжем (Донецький кряж). Там на поверхню виходять девонські та карбонові (кам'яновугільні) породи. Це структура герцинського горотворення. З товщею карбонових відкладів, потужність яких досягає 12 км, пов'язані поклади кам'яного вугілля.

### Воронезький кристалічний масив
На північний схід від Дніпровсько-Донецької западини розташований схил Воронезького кристалічного масиву. Докембрійські породи, якими він складений, залягають на глибині від 150 до 900 м. У сучасному рельєфі — це західні схили Середньоросійської височини.

### Причорноморська западина
На південь від Українського щита розташована Причорноморська западина. У рельєфі їй відповідає Причорноморська низовина. Западина розташована на південній окраїні Східноєвропейської платформи. Докембрійський фундамент залягає тут на глибинах 600—3200 м, вище нагромадились палеозойські, мезозойські і кайнозойські відклади.

### Скіфська платформа
На південь від Східноєвропейської платформи розташовується Скіфська платформа, що утворилась під час герцинського горотворення. Більша її частина розташована під водами Чорного та Азовського морів. У сучасному рельєфі — це рівнинний Крим. Фундамент Скіфської платформи залягає на глибинах від 500 м на півдні до 6000 м на півночі.

### Складчасті структури Українських Карпат
Складчасті структури Українських Карпат — це гірські споруди альпійського горотворення. До них належать Передкарпатський прогин, складчасті гори і Закарпатська западина. Вони складені переважно крейдовими, палеогеновими та неогеновими відкладами. В сучасному рельєфі складчастим структурам відповідають пасма гірських хребтів та улоговини між ними. Передгірний прогин у рельєфі виражений Передкарпатською височиною, Закарпатська западина — однойменною низовиною.

### Складчасті структури Кримських гір
Складчасті структури Кримських гір — це велике підняття, частина якого занурена в Чорне море. Гори складені переважно мезозойськими і кайнозойськими відкладами, вулканічними породами. В межах Головного пасма поширені відклади тріасового і юрського періодів.Складчасті структури Кримських гір — це велике підняття, частина якого занурена в Чорне море. Гори складені переважно мезозойськими і кайнозойськими відкладами, вулканічними породами. В межах Головного пасма поширені відклади тріасового і юрського періодів.

## Геоморфологічна будова та основні форми рельєфу
Геоморфологічна будова й основні форми рельєфу. Основними типами ендогенного рельєфу є тектонічний і вулканічний. До першого можна віднести всі великі форми рельєфу території України, а до другого — куполи та інтрузивні тіла (утворені магмою, що підійшла до поверхні, але не вилилася, а остигла в надрах землі) Вулканічного хребта Карпат та Кримських гір.
До тектонічного піднятого рельєфу можна віднести не тільки гірські хребти Карпат та Криму, але й усі височини (Волинську, Подільську, Придніпровську, Приазовську, Середньоросійську, Донецьку), в основі яких залягають відповідно Волино-Подільська плита, Український кристалічний щит, Воронезький масив та Донецька складчаста споруда. У свою чергу до тектонічного опущеного ендогенного рельєфу належать гірські долини, низовини (Придніпровська, Причорноморська), що розміщені в межах тектонічних западин (Дніпровсько-Донецької та Причорноморської).
Найпоширенішими екзогенними типами рельєфу є схиловий, водний, гористий та озерний, льодовиковий, карстовий, еоловий, біогенний та техногенний.
Самі форми поверхні кожного з цих типів бувають або денудаційними (виробленими), або акумулятивними (накопичувальними). Переважно під впливом денудаційних процесів сформувалися комплекси форм рельєфу у Карпатах, Кримських горах, на Донецькій, Волинській та Приазовській височинах.
Схиловий тип формується під впливом таких гравітаційних процесів як зсуви, осипи, обвали, селеві явища, лавини. Три останні спостерігаються на території України тільки у гірських районах Криму та Карпат. Зсуви характерні для вододільних поверхонь не тільки гірських областей, але й Волинської, Подільської, Придніпровської, Приазовської та Донецької височин.
Текучі води своєю діяльністю формують водний (флювіальний) тип рельєфу. Яри і балки найхарактерніші в Україні для Волинської, Подільської та північної і центральної частин Придніпровської височин, відрогів Середньоросійської височини.
Води морів та озер зумовлюють руйнування берегів, утворення пляжів (узбережжя Чорного та Азовського морів), а також, у багатьох випадках, заболочення прилеглих територій, замулювання самих водойм. Інколи на поверхні є форми, утворені на дні давніх морських басейнів (пасмо Товтр на Подільській височині).
Льодовикові та водно-льодовикові форми рельєфу пов'язані з діяльністю материкових та гірських льодовиків у періоди розвитку четвертинних зледенінь, талих льодовикових вод. Наприклад, моренні горби, долини стоку талих вод, зандрові рівнини найхарактерніші для Поліської низовини, а кари та залишки зруйнованих сучасними потоками моренних гряд — для найвищої частини Українських Карпат.
Дюни і гряди еолового походження сформувалися, в основному, на зандрових рівнинах Полісся, а також піщаних заплавах середнього Дніпра, пересипах та косах Азовського і Чорного морів.
Карстовий тип рельєфу (лійки, печери, провалля) поширений в окремих районах Подільської височини та Кримських гір. На півдні Тернопільщини є понад сто карстових печер. Перлиною цих підземних витворів є печера Озерна. Десятки залів прикрашені надзвичайними гіпсовими утвореннями, що нагадують букети казкових квітів. Недалеко розташована печера Оптимістична, яка є найдовшою в Європі і другою за довжиною в світі.
До форм біогенного походження відносяться болота, купини, які найпоширеніші на Поліській низовині.
Серед антропогенних форм рельєфу є кар'єри, терикони шахт, дамби тощо.
Рівнини є переважаючим типом рельєфу України, вони охоплюють близько 70 % її території.

## Низовини

### Поліська низовина
На півночі України розташована Поліська низовина, що має похил до річок Прип'яті і Дніпра. Висоти її не перевищують 200 м, тільки Словечансько-Овруцький кряж, що є припіднятим блоком Українського щита, піднімається до 316 м. На Поліській низовині є густа річкова сітка. Ділянки між річками мають плоскохвилясту поверхню, на якій є горби і зниження. В основі Поліської низовини лежать різні тектонічні структури: на заході — Волино-Подільська плита, у центральній частині — Український кристалічний щит, а на сході — Дніпровсько-Донецька западина. Західна частина Полісся складена переважно мергелями, крейдою та пісковиками, які утворюють горбисті підвищення. Більшість території низовини формувалася під впливом материкових зледенінь, і тому складена пісками воднольодовикового та річкового походження. Поверхня її неглибоко порізана, рівнинна, але ускладнена моренними горбами та дюнами.

### Придніпровська низовина
Придніпровська низовина розміщена між Дніпром на заході, Середньоросійською височиною на сході, пониззям Десни на півночі і гирлом Самари на півдні. Територія, прилегла до Дніпра, має майже ідеально плоску поверхню з середніми висотами 100—150 м. На північний і південний схід низовина поступово підіймається (найвища точка — 245 м) і стає хвилястою з високими вододілами і крутими схилами річкових долин. Відповідає низовині Дніпровсько-Донецька тектонічна западина, кристалічний фундамент якої лежить на глибині 3—8 тис. м. Поверхневі шари утворені на заході переважно піщаними, а на сході лесовими відкладами. Це сприяє широкому розвитку яроутворення на території Придніпровської низовини. На сході долина Дніпра поступово переходить у Полтавську рівнину, яка має плоску і горбисту поверхню з долинами та балками.

### Закарпатська низовина
З південного заходу до Українських Карпат прилягає частина Середньодунайської низовини — Закарпатська низовина. Вона слабо похилена на південний захід і має абсолютні висоти 102—120 м. Поверхню Закарпатської низовини утворює плоска терасована долина річки Тиси з її притоками.

### Причорноморська низовина
Причорноморська низовина охоплює широку смугу на півдні України вздовж Чорного та Азовського морів, а також рівнинний Крим. В основі низовини залягає Причорноморська западина та Скіфська плита. Абсолютні висоти змінюються тут від 210—240 м на заході до 50—80 м на сході. Окремі ділянки поверхні лежать нижче рівня моря. Так, Хаджибейський лиман має 13 м, Куяльницький — 5 м. Складена поверхня Причорноморської низовини осадовими породами морського походження, а тому дуже розчленована глибокими (до 100 м) долинами річок та балками. Складовою частиною Причорноморської низовини є Північнокримська рівнина, поверхня якої поступово знижується до Сиваша. Абсолютні висоти її не перевищують 40 м над рівнем моря. У межах країни вони утворюють майже суцільну смугу, яка простяглася через усю територію з північного заходу на південний схід. Різняться вони тектонічними структурами, формами поверхні, абсолютними висотами.
Рівнинні простори України є сприятливими для господарської діяльності. Ускладнюють її розвиток яри на височинах та Причорноморській низовині, заболоченість Поліської низовини тощо.

## Височини

### Придніпровська височина
У центральній частині України розташована найбільша з височин — Придніпровська. Вона лежить в межиріччі Дніпра і Південного Бугу. В її східній частині виділяється своєрідний район — Канівські гори з висотами 230 м. Тут розташована могила генія українського народу Тараса Шевченка.
Формування височини пов'язано з виступами Українського кристалічного щита, що перекриті зверху незначними площами лесових порід. На півночі та півдні Придніпровська височина поступово переходить у низовини.
Придніпровська височина має слабогорбисту поверхню з середніми висотами 220—240 м. Найвища точка має позначку 321 м. Глибоко розчленована лише східна окраїна височини, що прилягає до Дніпра. Вздовж річкових долин на Придніпровській височині часто відбуваються зсуви, місцями виходять на поверхню давні кристалічні породи.

### Приазовська височина
На південному сході країни розташована Приазовська височина з висотами 150—300 м. Тут на поверхню виходять кристалічні породи, що утворюють підвищення, які в народі називають «могилами» (г. Бельмак-Могила, 324 м). У тектонічному відношенні вона відповідає лівобережній частині кристалічного щита. В долинах річок, інколи, відслонюються граніти, а на вершинах залягають леси.

### ПодільськаіВолинськависочини
У західній частині України розташовані Подільська та Волинська височини. Їхні поверхні дуже розчленовані. Вони розділені рівниною Малого Полісся. Абсолютні висоти становлять 320—350 м (г. Камула, 471 м). На Волинській височині виділяється Мізоцький кряж та інші плато і височини, на Подільській — окремі масиви-горбогір'я: Кременецькі гори, Гологори, Опілля, Товтри (Медобори), а також Вороняки. Із заходу до Подільської височини прилягає Розточчя.
Подільська височина є однією з найвищих частин усієї Східноєвропейської рівнини. Абсолютні висоти її перевищують 400 м. Рельєф Поділля дуже розчленований численними річковими долинами, ярами, балками, глибина яких сягає інколи 150 м. Виділяються в його межах окремі кряжі, пасма горбів. На більшій частині території характерними є карстові явища (розчинення гірських порід поверхневими і підземними водами та утворення пустот, печер, карстових лійок).
Волинська височина підіймається над рівниною Малого Полісся в середньому на 30—50 м. Абсолютні позначки на ній змінюються від 200 до 300 м.

### Хотинська височина
На межиріччі річок Пруту і Дністра розміщене хвилясте горбисте пасмо, що утворює Хотинську височину. З південного заходу на північний схід височина тягнеться на 50 км, з середніми висотами 350—400 м; тут розташована найвища точка рівнинної частини України — г. Берда (515 м). Височина складена вапняками, глинами, гіпсами, поверхня її розчленована притоками річок Пруту і Дністра, які мають глибокі долини з крутими схилами. Більша частина височини вкрита буковими і дубово-грабовими лісами.

### Донецька височина
На сході України розташована Донецька височина, її середні висоти становлять 75—300 м (найвища точка — г. Могила Мечетна, 367 м). Її найвищу вододільну частину на південному сході називають Донецьким кряжем. Вона є залишком гір герцинського етапу горотворення. Тепер це горбиста височина, утворена декількома пасмами, складеними крейдяними породами. Вона прилягає до північного краю Приазовської височини.

### Середньоросійська височина
На північний схід території України заходить південно-західними відрогами Середньоросійська височина. Висота її в межах нашої країни не перевищує 236 м. Тут дуже багато ярів, балок. В тектонічній її основі залягає Воронезький масив, в межах якого піднятий кристалічний фундамент платформи, перекритий незначною товщею пухких осадових відкладів (знизу — крейдою, а зверху — лесами). Хвилясте плато поступово знижується від 240 до 150 м у південному та південне західному напрямках.

## Гори

### Українські Карпати

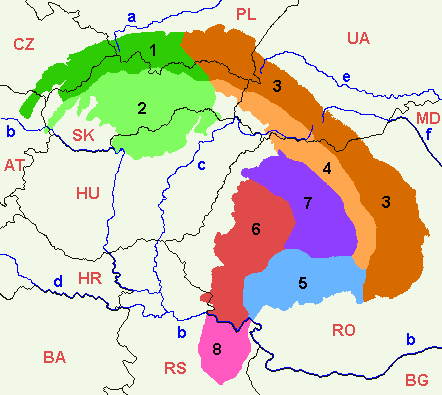
Схема Карпатської системи. Коричневим позначено зовнішні, світло-коричневим — внутрішні Східні Карпати

Українські Карпати — це північна частина Східних Карпат, що є частиною великої Карпатської системи. Це — молоді середньовисотні гори, що утворилися під час альпійської складчастості. Їх середні висоти коливаються в межах 1200—1600 м. Гори складаються з кількох паралельних пасом, що простягаються з північного заходу на південний схід в межах України на 270 км. Гірські пасма мають простягання, близьке до субмеридіонального і називаються Зовнішніми Карпатами (Бескиди, Ґорґани та Покутсько-Буковинські Карпати), Вододільно-Верховинські Карпати, Полонинсько-Чорногірський хребет, Рахівські і Чивчинські гори. Найвищою частиною Українських Карпат є масив Чорногора, де, окрім Говерли (2061 м), є ще п'ять двотисячників — Гутин-Томнатик (2016 м), Піп Іван Чорногірський (2022 м), Бребенескул (2032 м), Ребра (2010 м), Петрос (2020 м). Зручними перевалами в Українських Карпатах є: Ужоцький, Верецький, Вишківський, Яблуницький.

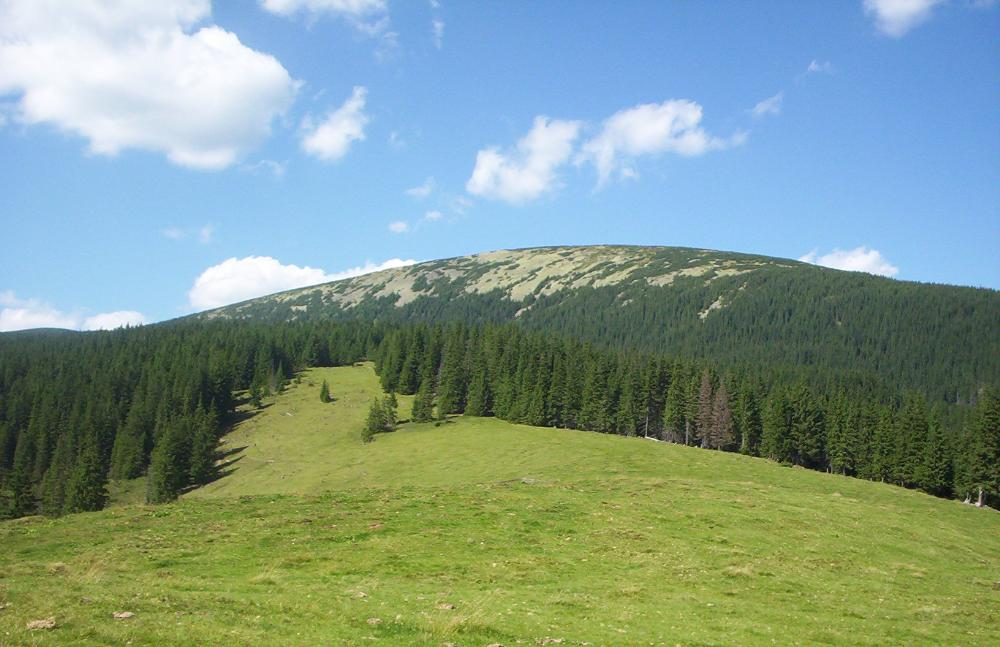
Типовий краєвид в Карпатах. Ґорґани

Структурно Українські Карпати відповідають Карпатській складчастій області, яка належить до Альпійсько-Гімалайського складчастого поясу. В їхній геологічній будові беруть участь різновікові відклади від докембрійських до антропогенових, але найпоширенішими є крейдові і палеогенові. Переважно це пісковики, сланці, мергелі. З льодовикового періоду тут збереглися такі форми рельєфу, як кари і цирки.
Зовнішній край Карпатської складчастої системи відділяє від Східноєвропейської платформи Передкарпатський крайовий прогин, заповнений потужною товщею осадових порід, у рельєфі йому відповідає ускладнена котловинами і долинами річок височина Передкарпаття, що поступово підвищується у напрямку до гір.
Власне Карпати простягаються паралельними хребтами з північного заходу на південний схід. У їхніх межах виділяють п'ять відмінних областей, що пов'язано, перш за все, із складною тектонічною будовою.
Над рівниною Передкарпаття крутим уступом підіймаються Зовнішні (або Скибові) Карпати. Їхня назва пов'язана з тим, що складки тут насунуті на рівнину, а тому нахилені у північно-східному напрямку. Через це схили хребтів, обернені до Передкарпаття, круті, а південно-західні — пологі. Поперечні розломи розділяють у Зовнішніх Карпатах масиви Бескидів, Ґорґан, Покутсько-Буковинських Карпат. Найвища точка — гора Сивуля (1836 м).
Вододільна-Верховинська область охоплює центральну знижену частину Українських Карпат з низькогірним рельєфом (абсолютні висоти — 600—700 м). Тут проходить основний вододіл, що розділяє басейни Дністра і Тиси.
Полонинсько-Чорногірські Карпати охоплюють внутрішню найпіднятішу частину гір. Плоскі безлісі вершини хребтів тут називають полонинами. Розділені долинами річок, вони утворюють окремі масиви. Найвищі серед них Свидовець і Чорногора, у яких виражені сліди діяльності гірських льодовиків, що лежали тут в епохи зледенінь. На масиві Чорногора є шість вершин, що мають висоту понад 2000 м.
На південь від Білої Тиси і Черемошу розміщена область Рахівських і Чивчинських гір з гострими скелястими гребенями і слідами четвертинного зледеніння. Це залишки давнього гірського масиву, який сформувався ще в герцинську епоху горотворення.
Паралельно до Полонинсько-Чорногірських Карпат простягається Вигорлат-Гутинський вулканічний хребет, утворений куполами згаслих (сплячих) вулканів.
Закарпатському крайовому прогину відповідає Закарпатська низовина, що знижується в напрямку до басейну Тиси від 133 до 105 м.

### Кримські гори

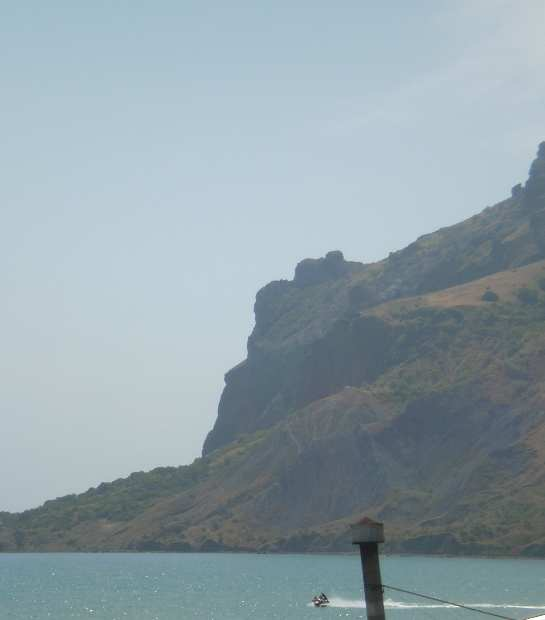
Кримські гори. Схили Карадагу.

Кримські гори займають крайній південь Кримського півострова. Вони простягаються з заходу на схід на 180 км. Виділяються три гірські пасма: Головне з висотами 1200—1500 м, Внутрішнє з висотами 400—600 м та Зовнішнє з висотами 250—350 м. Схили пасом асиметричні: південні — круті й урвисті, північні — пологі. Це пов'язано з розмиванням м'яких порід в гірських нашаруваннях, що складаються з пластів різної твердості. Довгі і похилі схили Зовнішнього і Внутрішнього пасом збігаються з напрямом залягання стійких гірських порід — вапняків, круті схили — наслідок руйнування м'яких порід — мергелів і глин. Такі асиметричні форми рельєфу називають куестами. Між куестовими пасмами в результаті ерозії утворилися зниження.
Головне пасмо Кримських гір найвище. Воно становить суцільний ланцюг плоских безлісих масивів, що називаються яйлами («яйла» тюркською — літнє пасовище): Байдарська яйла, Ай-Петринська, Ялтинська, Нікітська, Гурзуфська, Бабуган, Чатирдаг, Демерджі, Довгоруківська, Карабі-яйла. На Бабуган-яйлі розташована найвища точка Кримських гір — г. Роман-Кош (1545 м). В Криму є ще чотири вершини з відмітками понад 1500 м — Демір-Капу, Зейтін-Кош, Кемаль-Егерек, Еклізі-Бурун. Характерною рисою Кримських гір, особливо Головного пасма, де поширені вапнякові породи, є наявність різноманітних карстових форм рельєфу. Трапляються дуже глибокі провалля, печери. На дні багатьох із них залягають підземні потоки й озера, які є важливим джерелом живлення для річок Криму.
Всі пасма глибоко розчленовані поздовжніми і поперечними річковими долинами, які місцями мають каньйоноподібну форму. Найбільше приваблює численних туристів Великий Кримський каньйон.
Узбережні схили Головного пасма закінчуються Південним берегом Криму, де поширені ерозійні, зсувні та вулканічні форми рельєфу. Сучасного вигляду Кримські гори набули в епоху альпійської складчастості.
У геологічній будові гір беруть участь породи різного віку, складу та походження. Адже горотворчі процеси тут започатковані ще в кімерійську епоху, а в альпійську відбулося омолодження гір.